# Agnes Henning
Agnes Henning ist eine deutsche Klassische Archäologin.
Agnes Henning studierte zwischen 1991 und 1998 Klassische Archäologie, Alte Geschichte sowie Klassische Philologie an der Freien Universität Berlin und der Universität zu Köln. Während des Studiums nahm sie zwischen 1994 und 1998 an Ausgrabungen in Xanten, Kalkriese, Loryma, Pergamon sowie Baalbek teil. Sie schloss das Studium an der FU Berlin als Magistra Artium ab. Es folgte ein Promotionsstudium in Köln, das Henning 2001 mit einer Arbeit zum Thema Die Turmgräber von Palmyra. Eine lokale Bauform als Ausdruck kultureller Identität abschloss. Gefördert wurde sie durch ein Promotionsstipendium der Gerda Henkel Stiftung. 2001 wurde sie Wissenschaftliche Mitarbeiterin bei der Ausgrabung des Deutschen Archäologischen Instituts Rom in Selinunt; schon seit 1997 wirkte sie bei dieser Ausgrabung mit. Für ihre Dissertation wurde Henning für 2002/2003 mit dem Reisestipendium des Deutschen Archäologischen Instituts ausgezeichnet, mit dessen Hilfe sie ein Jahr lang den Mittelmeerraum bereisen konnte. 2004 wurde sie Wissenschaftliche Assistentin am Institut für Klassische Archäologie der Universität Kiel. Im folgenden Jahr wurde sie Wissenschaftliche Mitarbeiterin am Institut für Klassische Archäologie der Freien Universität Berlin und dort Koordinatorin für das Interdisziplinäre Zentrum Alte Welt. Im Wintersemester 2005/2006 war sie im Rahmen des Studienganges World Heritage Studies Lehrbeauftragte an der Technischen Universität Cottbus. 2009 wurde sie zunächst Lehrbeauftragte am Institut für Klassische Archäologie der Universität Heidelberg, im Jahr darauf wurde sie dort Akademische Mitarbeiterin. Sie leitete in Heidelberg das Projekt Landschafts- und siedlungsarchäologische Untersuchungen zum antiken Lukanien (Süditalien). 2013/2014 wurde Henning Lehrbeauftragte am Institut für Klassische und Christliche Archäologie der Universität Münster. Seit 2015 ist Henning Wissenschaftliche Mitarbeiterin am Winckelmann-Institut der Humboldt-Universität zu Berlin, wo sie als Nachfolgerin für den überraschend verstorbenen Veit Stürmer als Sammlungsleiterin für die Original- und die Abgusssammlung des Instituts zuständig ist. Ende 2019 kuratierte sie mitverantwortlich eine Sonderausstellung im Museo Archeologico Regionale Antonino Salinas in Selinunt.
Henning befasst sich insbesondere mit Süditalien (vor allem Lukanien), Sizilien (insbesondere Selinunt) sowie den römischen Ostprovinzen (vor allem Palmyra). Innerhalb eines deutsch-französischen Survey- und Grabungsprojekts ist sie an der Untersuchung einer umwehrten Höhensiedlung beteiligt. Sie forscht zur griechischen Wohnarchitektur, zur römischen Grabarchitektur, zur Wehrarchitektur und zur Urbanistik. Zudem beschäftigt sie sich mit der Unteritalischen Vasenmalerei, der korinthischen Keramik, sizilischen Terrakotten sowie mit den republikanischen Porträts. Darüber hinaus interessiert sie sich für die Wissensvermittlung im Museumsbereich und den Einsatz von audiovisuellen Medien. Von 2004 bis 2011 war sie hier als Freie Mitarbeiterin bei der Antenna Audio GmbH als Autorin für Audioführungen für archäologische Museen und Ausstellungen tätig.

## Publikationen
- Herausgeberin mit Klaus S. Freyberger, Henner von Hesberg: Kulturkonflikte im Vorderen Orient an der Wende vom Hellenismus zur römischen Kaiserzeit. (= Orient-Archäologie, Band 11), Leidorf, Rahden/Westfalen 2003, ISBN 3-89646-641-0.
- Die Turmgräber von Palmyra. Eine lokale Bauform im kaiserzeitlichen Syrien als Ausdruck kultureller Identität. (= Orient-Archäologie, Band 29), Leidorf, Rahden/Westfalen 2013, ISBN 978-3-89646-659-4. Online-Version der Dissertation

## Einzelbelege
1. ↑  Winckelmann-Institut / Klassische Archäologie / HU Berlin. Abgerufen am 10. Oktober 2020.

| Personendaten    | Personendaten                   |
| ---------------- | ------------------------------- |
| NAME             | Henning, Agnes                  |
| KURZBESCHREIBUNG | deutsche Klassische Archäologin |
| GEBURTSDATUM     | 20. Jahrhundert                 |